# 셴둥메이
셴둥메이(중국어 간체자: 冼东妹, 정체자: 冼東妹, 병음: Xiǎn Dōngmèi, 한자음: 선동매, 1975년 9월 15일~)는 중화인민공화국의 유도 선수, 체육행정가이다. 2004년과 2008년 하계 올림픽 여자 하프라이트급에서 금메달을 획득하면서 해당 체급에서 처음으로 올림픽 2연속 우승을 달성했다.
2017년부터 2019년까지 중국 유도 협회 주석(회장)을 맡았고 2019년부터 중국 올림픽 위원회 임원으로 활동하고 있다.